# Strongylosoma drepanephoron
Strongylosoma drepanephoron är en mångfotingart som beskrevs av Carl Graf Attems 1898. Strongylosoma drepanephoron ingår i släktet Strongylosoma och familjen orangeridubbelfotingar. Inga underarter finns listade i Catalogue of Life.